# 吳文度
吳文度（1441年—1510年），字憲之，號交石，福建承宣布政使司泉州府晉江縣（今福建省泉州市）人，應天府江寧縣籍，明朝政治人物，成化壬辰進士，正德初年，官至南京戶部尚書。

## 生平
成化元年（1465年）舉乙酉科應天鄉試，成化八年（1472年）壬辰科進士，除浙江龍泉縣知縣，升南京山東道監察御史。因與同官孫需等彈劾妖僧繼曉，被施廷杖。改福建汀州府知府，有惠政。弘治年間，歷任江西左參政、山西右布政使、河南左布政使等。
正德元年（1506年），升都察院右副都御史，巡撫雲南等地，平定師宗州阿本叛亂，歷升戶部右侍郎。正德三年（1508年），晋升南京右都御史。當初方文度召自雲南，劉瑾索賄，吳文度不予理會，因此劉瑾十分氣憤。恰逢工部尚書李鐩致仕，朝廷推舉吳文度及南京戶部侍郎王珩繼任，但劉瑾矯詔改吳文度為南京戶部尚書，而與王珩俱致仕。命令一下，朝廷譁然。吳文度歸鄉后，所居屋僅數椽。劉瑾被誅後，未及用而去世。